# لودرسبورگ
لودرسبورگ (به آلمانی: Lüdersburg) یک شهر در آلمان است که در Lüneburg واقع شده‌است. لودرسبورگ ۶۴۲ نفر جمعیت دارد.